# デニゴムドゥ地区
座標: 南緯0度31分25秒 東経166度54分52秒 / 南緯0.52361度 東経166.91444度
デニゴムドゥ地区(英語: Denigomodu District)は、ナウルの行政区のひとつ。同国西部に位置する。

## 概要
デニゴムドゥ地区は、国営ナウル・リン鉱石会社によるリン鉱石採掘労働者たちの居留地があることなど、14あるナウル地区の中で最も人口が多い地区である。

## 施設

### 医療
主な病院
- 総合病院
- 国営ナウルリン鉱石会社病院

## 経済

### 工業
リン鉱石
- ナウル・リン鉱石会社 本社

### 商業
主な商業施設
- パシフィックストア（スーパーマーケット）

## 教育

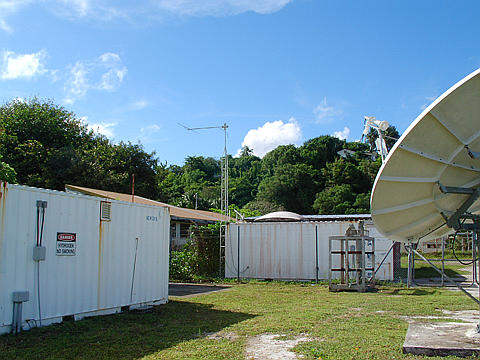
ARM気候研究施設

### 研究所
- ARM気候研究施設

## 交通

### 道路
主な道路
- ウォーターフロント・ロード